# Luftkissenbahn (Verkehr)

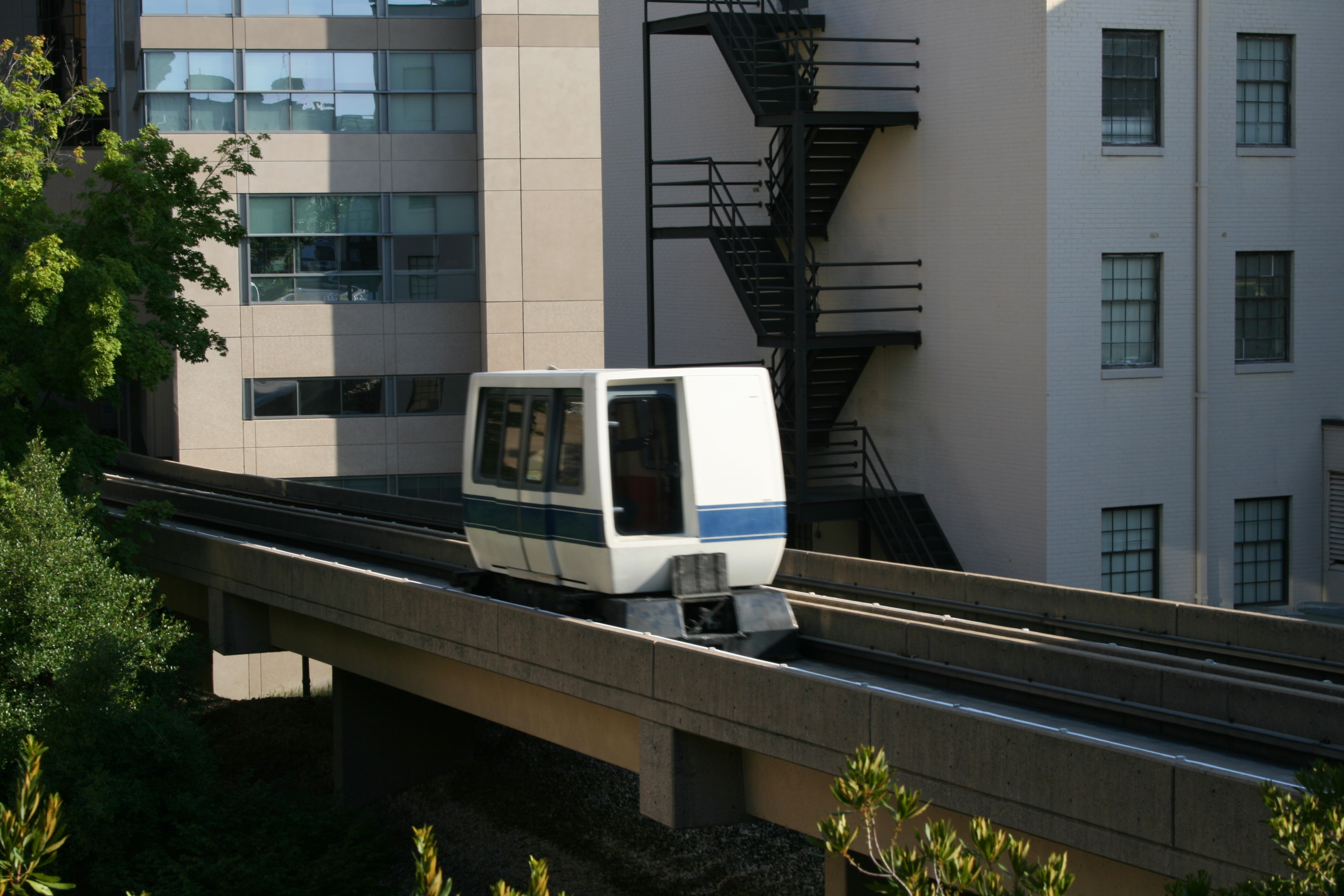
Duke Hospital PRT in Durham

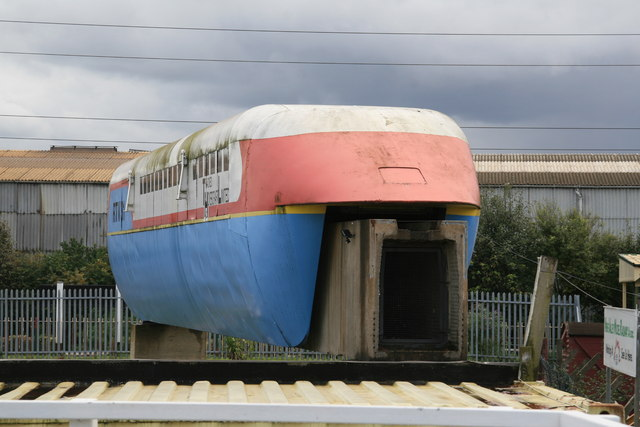
Tracked Hovercraft RTV 31

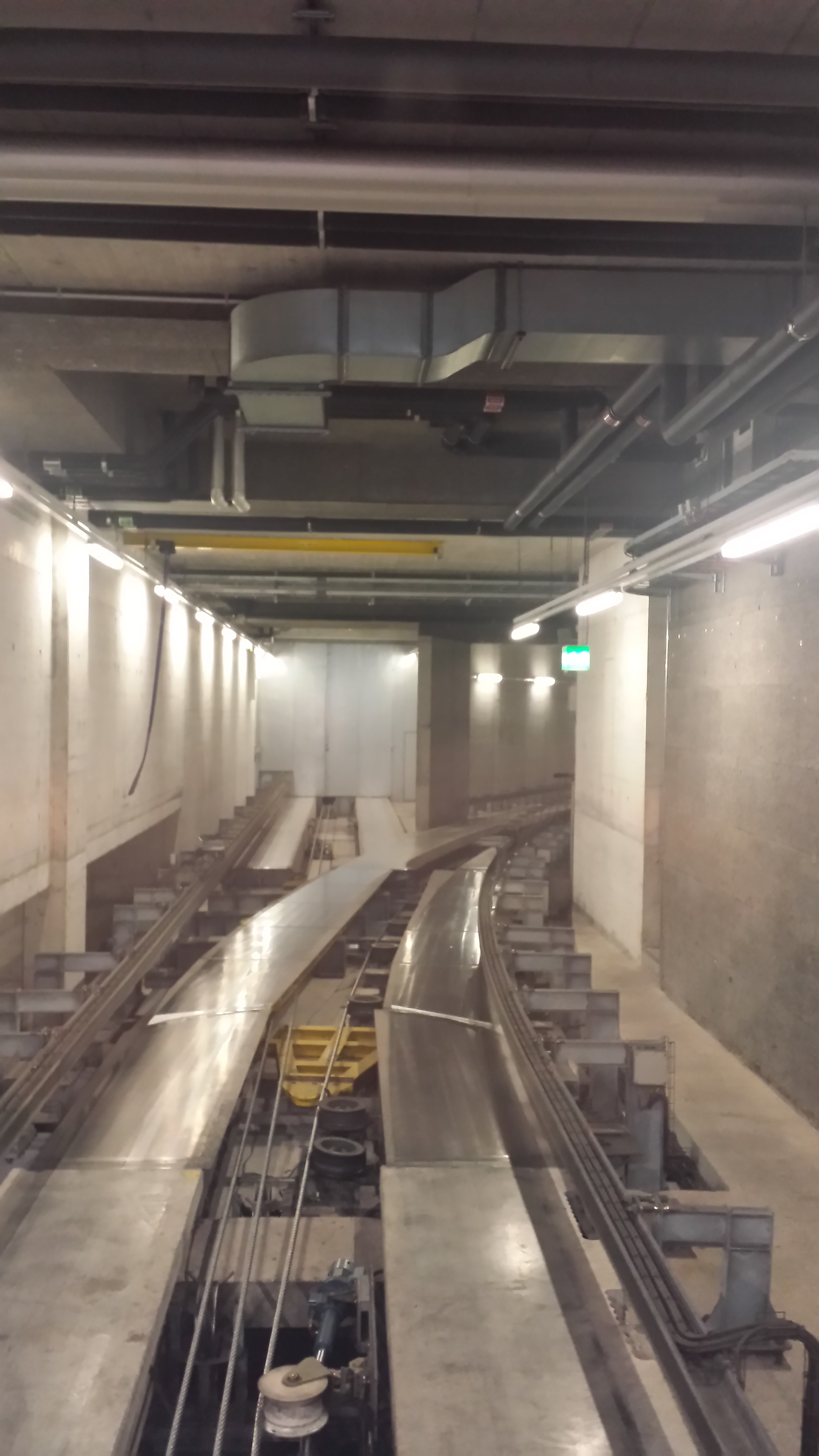
Tunnel der Luftkissen-Kabelbahn Skymetro in Zürich

Eine Luftkissenbahn ist ein Luftkissenfahrzeug, das auf oder in speziellen Bahnschienen schwebt. 
Eine Luftkissenbahn mit Linearmotoren bewährte sich langjährig im Nahverkehr am Universitätsklinikum der Duke University in North Carolina.

## Technik
Die Luftkissenbahn gleitet auf einem Luftkissen unter der Kabine, wie ein Luftkissenboot. Der Überdruck unter der Luftschürze hebt dabei die Bahn vom Boden ab. Ein Starrseilzug, Linearmotor oder Strahltriebwerk sorgt für den Antrieb der Kabine auf ihrem Luftpolster über eine Führungsschiene die Strecke entlang. Ähnlich, nur mit magnetischer Abstoßung, funktionieren Magnetschwebebahnen, diese können jedoch ihre Magnete sowohl für den Auf- als auch den Vortrieb verwenden. Die Luftkissenbahn hingegen benötigt eine zusätzliche Vortriebsquelle, meist Seilzüge oder angetriebene Gummiräder, welche waagerecht montiert die Betonschiene abfahren. 
Die Luftkissenbahn bewegt sich sehr vibrationsarm, da keine Berührung mit dem Boden stattfindet. So erhöht sich der Komfort für die Fahrgäste.
Der Energieaufwand für den Betrieb ist deutlich geringer als bei herkömmlichen Bahnsystemen, da die Kontaktreibung wegfällt. Dadurch ergibt sich auch ein wesentlich geringerer Verschleiß von Bauteilen. Aufgrund der Konstruktion eignet sich die Bahn jedoch nur für gerade Strecken ohne markante Steigung und Gefälle.
Als Urvater der heutigen Luftkissenbahn-Systeme ist der Aérotrain zu nennen, der mit zwei Pratt & Whitney-Flugzeugturbinen angetrieben und mit Luft für die Luftkissen versorgt wurde. Wegen des hohen Lärmpegels und anderer Probleme wurde das Projekt jedoch eingestellt. Die letzte Fahrt des Aérotrain I-80 fand am 27. Dezember 1977 statt.

## Geschichte
Die erste bekannt gewordene Luftkissenschwebebahn ist der französische Aérotrain, der von 1965 bis 1974  getestet wurde. Es handelte sich um eine auf einer umgekehrt T-förmigen Betonschiene geführte Bahn mit Rückstoßantrieb (zunächst durch Propeller, testweise durch Raketenmotoren, später durch Strahltriebwerke). Nach der Ölkrise sollte dieses System mit Linearmotorantrieb ausgerüstet werden (etwa zur selben Zeit wurden die damals zahlreichen Konzepte für gasturbinengetriebene Hochgeschwindigkeitszüge aufgegeben), die Entwicklung wurde aber zugunsten des TGV aufgegeben.
Um das Jahr 1960 bemerkten Forscher von General Motors den geringen Energiebedarf von Luftkissen auf befestigten Straßen und entwickelten die Luftkissenbahn Hovair mit Linearmotoren, die ab dem Jahr 1969 auf einer Teststrecke in Denver fuhr. Wegen des Kartellrechts wurde aus der Abteilung von General Motors das Unternehmen Transportation Technology Incorporated, das im Jahr 1971 in der Otis Elevator Company aufging. Der Hersteller von Aufzugsanlagen machte Luftkissenbahnen zu Kabelbahnen. 
Bis zum Jahr 1973 fuhr der britische Prototyp RTV 31 einer Luftkissenbahn mit Linearmotoren und erreichte Geschwindigkeiten bis zu 100 Meilen pro Stunde (ca. 161 km/h).
Im Rahmen der Entwicklung der deutschen Magnetschwebebahn Transrapid entstand auch ein Versuchsträger (Transrapid 03), bei dem es sich um eine linearmotorgetriebene Luftkissenschwebebahn handelte. Nach negativ ausgefallenen Vergleichstests mit dem Transrapid 02 wurde das Konzept nicht weiter verfolgt.

## Luftkissenseilbahn
Eine 1,28 km lange Luftkissenschwebebahn wurde 1985 im Wintersportort Serfaus in Tirol realisiert. Angetrieben wird die U-Bahn Serfaus über ein seitlich verlaufendes Seil. Eine weitere Luftkissenschwebebahn ist die Skymetro am Flughafen Zürich, die ebenfalls über Seile angetrieben wird und dort das alte Flughafengebäude mit dem neuen Vorfeld-Terminal E (Midfield) auf 1138 m Länge verbindet.